# Mimachlamys lentiginosa
Mimachlamys lentiginosa is een tweekleppigensoort uit de familie van de Pectinidae. De wetenschappelijke naam van de soort is voor het eerst geldig gepubliceerd in 1853 door Reeve.